# Chi Rút dại
Aeschynomene là một chi thực vật có hoa thuộc họ Fabaceae. Hầu hết các loài phổ biến trong chi này phân bố ở vùng ôn đới, trong đó nhiều loài thủy sinh. Chi này có trên 100 loài.
Một số loài:
- Aeschynomene americana
- Aeschynomene aspera
- Aeschynomene cristata
- Aeschynomene elaphroxylon
- Aeschynomene evenia
- Aeschynomene falcata
- Aeschynomene gracilis
- Aeschynomene histrix
- Aeschynomene indica
- Aeschynomene lateritia
- Aeschynomene paniculata
- Aeschynomene pratensis
- Aeschynomene rudis
- Aeschynomene sensitiva
- Aeschynomene virginica

## Hình ảnh

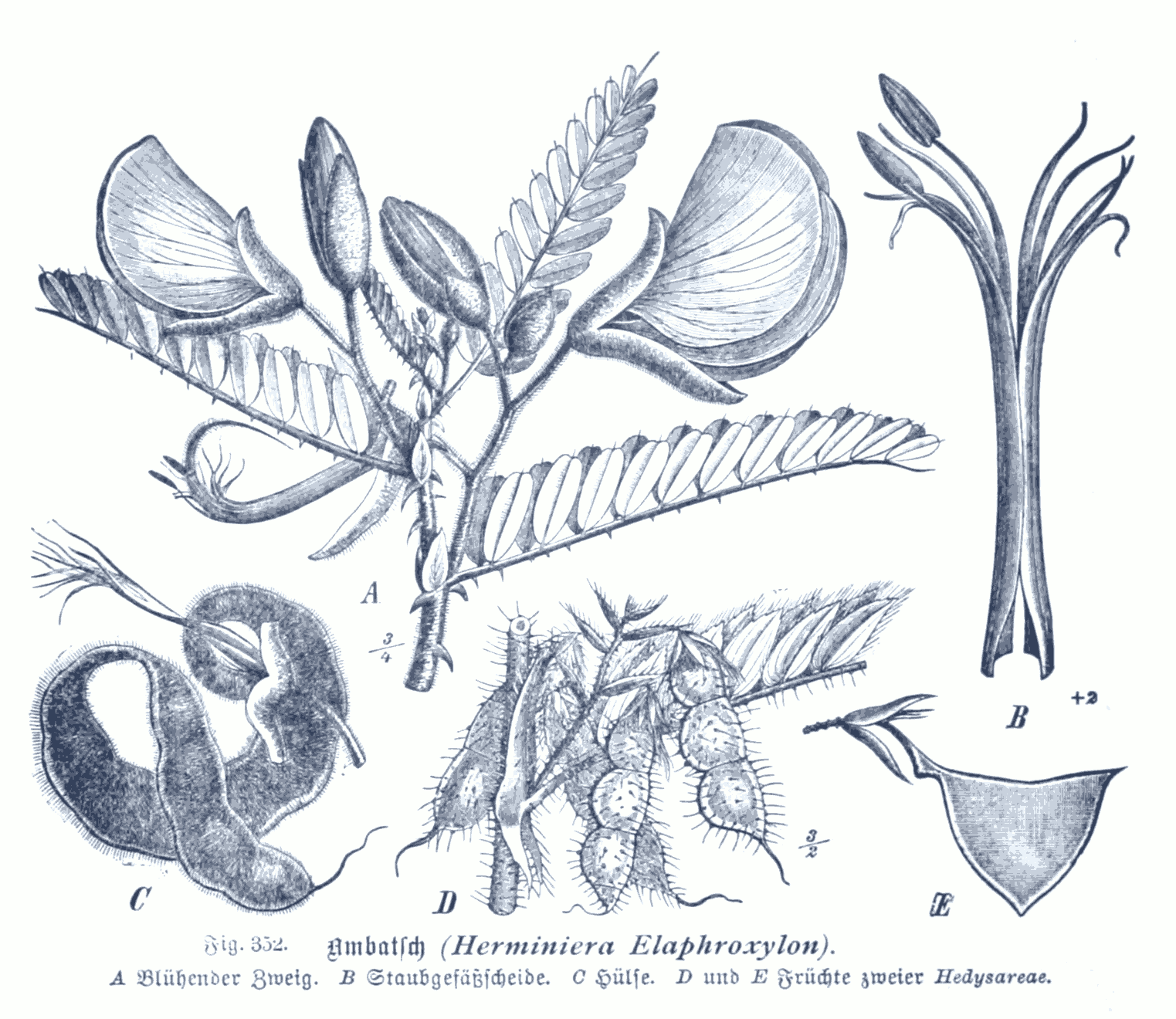
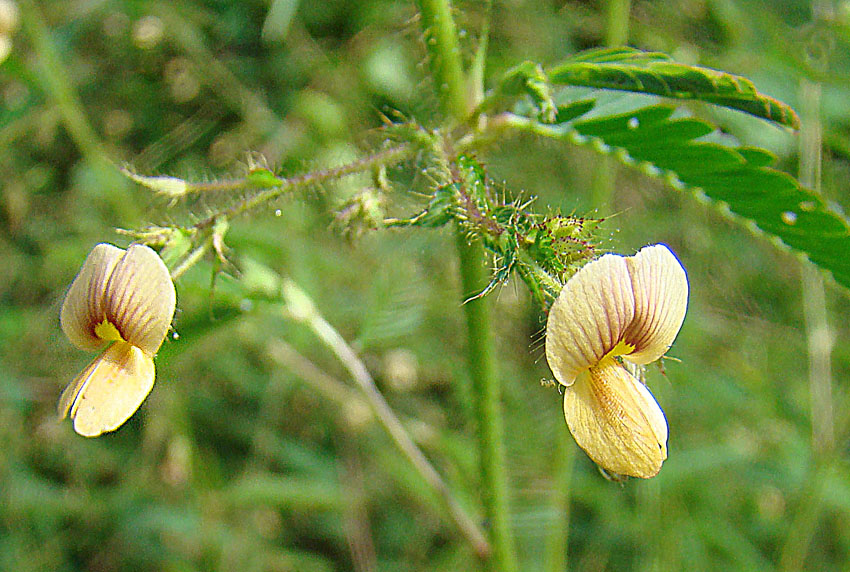
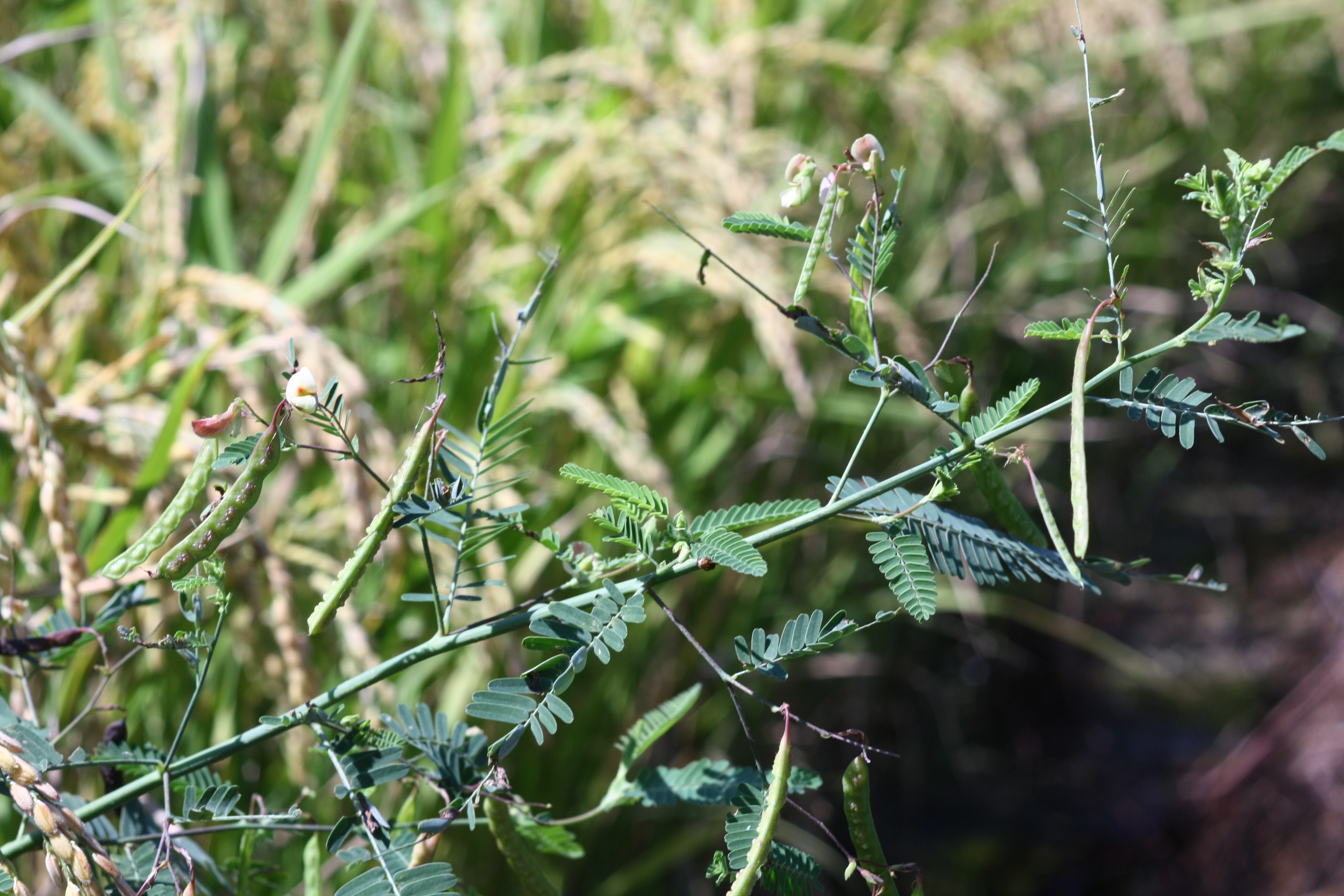